# Ion Țiriac
Ion Țiriac (Brașov, 9 de maig de 1939) és un exjugador de tennis, exjugador d'hoquei gel i empresari romanès. Actualment és president de la Federació de Tennis Romanesa.
Com a jugador de tennis va entrar al Top 10 del circuit ATP en categoria individual, però el seu títol més important fou en dobles quan va guanyar el Roland Garros l'any 1970. Va disputar tres finals de Copa Davis (1969, 1971, 1972) coincidint amb el millor tennista romanès de la història, Ilie Năstase. Com a jugador d'hoquei gel va arribar a participar en els Jocs Olímpics d'hivern d'Innsbruck (1964), en els quals va jugar com a defensa en la selecció romanesa. Després de la seva retirada va esdevenir entrenador de tennis, conseller i representant de tennistes durant la dècada del 1980. Posteriorment va aconseguir organitzar el Masters de Madrid de l'ATP, del qual és el propietari.
Fou escollit per entrar a l'International Tennis Hall of Fame l'any 2013, però no per la seva carrera com a jugador, sinó com a promotor i director de diversos torneigs importants, entre els quals Madrid, Roma i torneig de Bucarest.

## Torneigs de Grand Slam

### Dobles masculins: 2 (1−1)
| Resultat  | Núm. | Any  | Torneig       | Parella      | Oponents en la final          | Resultat      |
| --------- | ---- | ---- | ------------- | ------------ | ----------------------------- | ------------- |
| Finalista | 1.   | 1966 | Roland Garros | Ilie Năstase | Clark Graebner Dennis Ralston | 3−6, 3−6, 0−6 |
| Guanyador | 1.   | 1970 | Roland Garros | Ilie Năstase | Arthur Ashe Charlie Pasarell  | 6−2, 6−4, 6−3 |

### Dobles mixts: 2 (0−2)
| Resultat  | Núm. | Any  | Torneig       | Parella          | Oponents en la final           | Resultat      |
| --------- | ---- | ---- | ------------- | ---------------- | ------------------------------ | ------------- |
| Finalista | 1.   | 1967 | Roland Garros | Ann Haydon Jones | Billie Jean King Owen Davidson | 3−6, 1−6      |
| Finalista | 2.   | 1979 | Roland Garros | Virginia Ruzici  | Wendy Turnbull Bob Hewitt      | 3−6, 6−2, 3−6 |

## Biografia
Țiriac va néixer a Transsilvània. Inicialment es va fer conèixer com a jugador de tennis taula, posteriorment com a jugador d'hoquei gel, aconseguint disputar els Jocs Olímpics d'Innsbruck de 1964. Poc després va canviar d'esport per centrar-se definitivament en el tennis. Junt al seu compatriota Ilie Năstase va guanyar el Roland Garros l'any 1970 en dobles i també disputar tres finals de Copa Davis (1969, 1971, 1972) .
Després de la seva retirada va iniciar la seva carrera com a entrenador de tennis com Năstase, Guillermo Vilas, Mary Joe Fernández, Goran Ivanišević i Marat Safin. També va esdevenir mànager de Boris Becker i posteriorment president de la federació romanesa de tennis i del comitè olímpic romanès.
Va iniciar la seva trajectòria empresarial enfocada en dos sentits. Per una banda va començar a organitzar els torneigs de tennis més importants d'Alemanya, i va culminar amb l'organització del Masters de Madrid, que combina les proves masculina i femenina amb més de set milions d'euros en premis i el trofeu del guanyador té el seu nom. Per altra banda, aprofitant el col·lapse del comunisme a Romania, va iniciar diverses empreses i inversions al seu país natal, entre les quals va destacar la creació de la Banca Țiriac (1990), el primer banc en la Romania post-comunista.
Es calcula que a 2005 va acumular una fortuna de 900 milions de dòlars, i posteriorment va esdevenir el primer romanès en entrar a la llista de mil milionaris de la revista Forbes l'any 2007.
És un gran col·leccionista de cotxes i fins i tot té un museu on exhibeix els cotxes i les motos històrics que posseeix. En la col·lecció hi destaquen dos Rolls-Royce Phantoms IV i també vehicles que pertanyien a altres famosos d'arreu del món.
Va estar casat amb Erika Braedt, exjugadora d'handbol, entre els anys 1963 i 1965. Posteriorment va tenir tres fills: Ion Țiriac Jr. amb la model Mikette von Issenberg, i Karim Mihai i Ioana Natalia amb la periodista egípcia Sophie Ayad.

## Palmarès: 28 (1−27−0)

### Individual: 6 (1−5)
| Resultat  | Núm. | Data                 | Torneig                    | Superfície   | Oponent         | Marcador           |
| --------- | ---- | -------------------- | -------------------------- | ------------ | --------------- | ------------------ |
| Finalista | 1.   | 1966                 | Kitzbühel, Àustria         | Terra batuda | Wilhelm Bungert | 4−6, 8−10, 7−9     |
| Finalista | 2.   | 8 de juliol de 1968  | Båstad, Suècia             | Terra batuda | Martin Mulligan | 6−8, 4−6, 4−6      |
| Finalista | 3.   | 29 de juliol de 1968 | Múnic, Alemanya Occidental | Terra batuda | Martin Mulligan | 3−6, 6−3, 4−6, 4−6 |
| Finalista | 4.   | 7 de juliol de 1969  | Båstad (2)                 | Terra batuda | Manuel Santana  | 6−8, 4−6, 1−6      |
| Guanyador | 1.   | 3 d'agost de 1970    | Múnic                      | Terra batuda | Nikola Pilić    | 2−6, 9−7, 6−3, 6−4 |
| Finalista | 5.   | 1 de febrer de 1972  | Omaha, Estats Units        | Dura (i)     | Ilie Năstase    | 6−2, 1−6, 1−6      |

### Dobles: 56 (27−29)
| Llegenda (pre/post 2009)                                 |
| -------------------------------------------------------- |
| Grand Slams (1−1)                                        |
| Tennis Masters Cup / ATP Finals (0−0)                    |
| ATP Masters Series / ATP World Tour Masters 1000 (5−3)   |
| ATP International Series Gold / ATP World Tour 500 (1−0) |
| ATP International Series / ATP World Tour 250 (20−25)    |

| Títols per superfície |
| --------------------- |
| Dura (1−3)            |
| Gespa (0−2)           |
| Terra batuda (19−13)  |
| Moqueta (5−8)         |

| Resultat  | Núm. | Data                   | Torneig                      | Superfície   | Parella           | Oponents                                 | Marcador                          |
| --------- | ---- | ---------------------- | ---------------------------- | ------------ | ----------------- | ---------------------------------------- | --------------------------------- |
| Finalista | 1.   | 23 de maig de 1966     | Roland Garros, França        | Terra batuda | Ilie Năstase      | Clark Graebner Dennis Ralston            | 3−6, 3−6, 0−6                     |
| Guanyador | 1.   | 7 de juliol de 1969    | Bastad, Suècia               | Terra batuda | Ilie Năstase      | Manuel Orantes Manuel Santana            | 6−3, 6−4                          |
| Guanyador | 2.   | 2 de febrer de 1970    | Filadèlfia, Estats Units     | Moqueta (i)  | Ilie Năstase      | Arthur Ashe Dennis Ralston               | 6−4, 6−3                          |
| Finalista | 2.   | 25 de febrer de 1970   | Macon, Estats Units          | Moqueta (i)  | Ilie Năstase      | Terry Addison Robert Carmichael          | 16−14, 4−6, 6−8                   |
| Finalista | 3.   | 2 de març de 1970      | Hampton, Estats Units        | Moqueta (i)  | Ilie Năstase      | Arthur Ashe Stan Smith                   | 13−15, 3−6                        |
| Guanyador | 3.   | 18 de maig de 1970     | Roma, Itàlia                 | Terra batuda | Ilie Năstase      | Bill Bowrey Owen Davidson                | 0−6, 10−8, 6−3, 6−8, 6−1          |
| Guanyador | 4.   | 4 de maig de 1970      | Roland Garros                | Terra batuda | Ilie Năstase      | Arthur Ashe Charlie Pasarell             | 6−2, 6−4, 6−3                     |
| Finalista | 4.   | 20 de juliol de 1970   | Washington DC, Estats Units  | Terra batuda | Ilie Năstase      | Bob Hewitt Frew McMillan                 | 5−7, 0−6                          |
| Guanyador | 5.   | 20 de juliol de 1970   | Cincinnati, Estats Units     | Terra batuda | Ilie Năstase      | Bob Hewitt Frew McMillan                 | 6−3, 6−4                          |
| Finalista | 5.   | 27 de juliol de 1970   | Indianapolis, Estats Units   | Terra batuda | Ilie Năstase      | Arthur Ashe Clark Graebner               | 6−2, 4−6, 4−6                     |
| Finalista | 6.   | 16 de novembre de 1970 | Wembley, Regne Unit          | Moqueta      | Ilie Năstase      | Ken Rosewall Stan Smith                  | 4−6, 3−6, 2−6                     |
| Guanyador | 6.   | 1971                   | Kitzbühel, Àustria           | Terra batuda | Clark Graebner    |                                          |                                   |
| Guanyador | 7.   | 7 de març de 1971      | Hampton                      | Moqueta (i)  | Ilie Năstase      | Clark Graebner Thomaz Koch               | 6−4, 4−6, 7−5                     |
| Guanyador | 8.   | 29 de març de 1971     | Niça, França                 | Terra batuda | Ilie Năstase      | Pierre Barthès François Jauffret         | 6−3, 6−3                          |
| Guanyador | 9.   | 5 d'abril de 1971      | Montecarlo, Mònaco           | Terra batuda | Ilie Năstase      | Tom Okker Roger Taylor                   | 1−6, 6−3, 6−3, 8−6                |
| Finalista | 7.   | 19 d'abril de 1971     | Palerm, Itàlia               | Terra batuda | Ilie Năstase      | Pierre Barthès Georges Goven             | 2−6, 3−6                          |
| Finalista | 8.   | 24 de maig de 1971     | Brussel·les, Bèlgica         | Terra batuda | Ilie Năstase      | Tom Okker Marty Riessen                  | No disputat                       |
| Guanyador | 10.  | 12 de juliol de 1971   | Bastad (2)                   | Terra batuda | Ilie Năstase      | Jaime Pinto Butch Seewagen               | 7−6, 6−1                          |
| Guanyador | 11.  | 7 de febrer de 1972    | Kansas City, Estats Units    |              | Ilie Năstase      | Andreu Gimeno Manuel Orantes             | 6−7, 6−4, 7−6                     |
| Finalista | 9.   | 14 de febrer de 1972   | Los Angeles, Estats Units    |              | Ilie Năstase      | Jim McManus Jim Osborne                  | 2−6, 7−5, 4−6                     |
| Guanyador | 12.  | 5 de març de 1972      | Hampton (2)                  | Moqueta (i)  | Ilie Năstase      | Andreu Gimeno Manuel Orantes             | 7−5, 7−5                          |
| Guanyador | 13.  | 24 d'abril de 1972     | Roma (2)                     | Terra batuda | Ilie Năstase      | Lew Hoad Frew McMillan                   | 3−6, 3−6, 6−4, 6−3, 5−3, retirada |
| Finalista | 10.  | 15 de maig de 1972     | Bournemouth, Regne Unit      | Terra batuda | Ilie Năstase      | Bob Hewitt Frew McMillan                 | 5−7, 2−6                          |
| Finalista | 11.  | 5 de juny de 1972      | Hamburg, Alemanya Occidental | Terra batuda | Bob Hewitt        | Jan Kodeš Ilie Năstase                   | 6−4, 0−6, 6−3, 2−6, 2−6           |
| Guanyador | 14.  | 14 d'agost de 1972     | Mont-real, Canadà            | Terra batuda | Ilie Năstase      | Jan Kodeš Jan Kukal                      | 7−6, 6−3                          |
| Finalista | 12.  | 17 de gener de 1973    | Birmingham, Estats Units     | Moqueta (i)  | Clark Graebner    | Pat Cramer Jürgen Fassbender             | 4−6, 5−7                          |
| Finalista | 13.  | 29 de gener de 1973    | Des Moines, Estats Units     | Dura (i)     | Joan Gisbert      | Jiří Hřebec Jan Kukal                    | 6−4, 6−7, 1−6                     |
| Finalista | 14.  | 26 de febrer de 1973   | Hampton (2)                  | Moqueta (i)  | Jimmy Connors     | Clark Graebner Ilie Năstase              | 1−6, 2−6                          |
| Guanyador | 15.  | 26 de març de 1973     | València, Espanya            | Terra batuda | Mike Estep        | Patrick Hombergen Bernard Mignot         | 6−4, 1−6, 10−8                    |
| Finalista | 15.  | 2 d'abril de 1973      | Barcelona, Espanya           | Terra batuda | Mike Estep        | Joan Gisbert Manuel Orantes              | 4−6, 6−7                          |
| Finalista | 16.  | 7 de maig de 1973      | Bournemouth (2)              | Terra batuda | Adriano Panatta   | Joan Gisbert Ilie Năstase                | 4−6, 6−8                          |
| Finalista | 17.  | 11 de juny de 1973     | Hamburg (2)                  | Terra batuda | Manuel Orantes    | Jürgen Fassbender Hans-Jürgen Pohmann    | 1−6, 3−6                          |
| Finalista | 18.  | 23 de juny de 1973     | Eastbourne, Regne Unit       | Gespa        | Manuel Orantes    | Ove Bengtson Jim McManus                 | 4−6, 6−4, 5−7                     |
| Guanyador | 16.  | 6 d'agost de 1973      | Louisville, Estats Units     |              | Manuel Orantes    | Clark Graebner John Newcombe             | 0−6, 6−4, 6−3                     |
| Finalista | 19.  | 13 d'agost de 1973     | Indianapolis (2)             | Terra batuda | Manuel Orantes    | Robert Carmichael Frew McMillan          | 3−6, 4−6                          |
| Guanyador | 17.  | 18 de març de 1974     | São Paulo, Brasil            | Moqueta (i)  | Adriano Panatta   | Ove Bengtson Björn Borg                  | 7−5, 3−6, 6−3                     |
| Finalista | 20.  | 29 de gener de 1975    | Roanoke, Estats Units        | Dura         | Joan Gisbert      | Vitas Gerulaitis Sandy Mayer             | 6−7, 6−1, 3−6                     |
| Finalista | 21.  | 17 de febrer de 1975   | Miami, Estats Units          | Dura         | Jürgen Fassbender | Joan Gisbert Clark Graebner              | 2−6, 1−6                          |
| Guanyador | 18.  | 17 de gener de 1977    | Baltimore, Estats Units      | Moqueta (i)  | Guillermo Vilas   | Ross Case Jan Kodeš                      | 6−3, 6−7, 6−4                     |
| Finalista | 22.  | 7 de febrer de 1977    | Springfield, Estats Units    | Moqueta (i)  | Guillermo Vilas   | Bob Hewitt Frew McMillan                 | 6−7, 2−6                          |
| Guanyador | 19.  | 28 de març de 1977     | Niça (2)                     | Terra batuda | Guillermo Vilas   | Chris Kachel Chris Lewis                 | 6−4, 6−1                          |
| Guanyador | 20.  | 11 d'abril de 1977     | Buenos Aires, Argentina      | Terra batuda | Wojtek Fibak      | Lito Álvarez Guillermo Vilas             | 7−5, 0−6, 7−6                     |
| Finalista | 23.  | 1 d'agost de 1977      | South Orange, Estats Units   |              | Guillermo Vilas   | Colin Dibley Wojtek Fibak                | 1−6, 5−7                          |
| Finalista | 24.  | 19 de setembre de 1977 | París, França                | Terra batuda | Ilie Năstase      | Christophe Roger-Vasselin Jacques Thamin | 2−6, 6−4, 3−6                     |
| Guanyador | 21.  | 26 de setembre de 1977 | Ais de Provença, França      | Terra batuda | Ilie Năstase      | Patrice Dominguez Rolf Norberg           | 1−6, 7−5, 6−3, 6−3                |
| Guanyador | 21.  | 3 d'octubre de 1977    | Teheran, Iran                | Terra batuda | Guillermo Vilas   | Bob Hewitt Frew McMillan                 | 1−6, 6−1, 6−4                     |
| Guanyador | 23.  | 21 de novembre de 1977 | Buenos Aires (2)             | Terra batuda | Guillermo Vilas   | Ricardo Cano Antonio Muñoz               | 6−4, 6−0                          |
| Guanyador | 24.  | 22 de maig de 1978     | Múnic, Alemanya Occidental   | Terra batuda | Guillermo Vilas   | Jürgen Fassbender Tom Okker              | 3−6, 6−4, 7−6                     |
| Finalista | 25.  | 31 de juliol de 1978   | South Orange (2)             |              | Guillermo Vilas   | Peter Fleming John McEnroe               | 3−6, 3−6                          |
| Guanyador | 25.  | 25 de setembre de 1978 | Ais de Provença (2)          | Terra batuda | Guillermo Vilas   | Jan Kodeš Tomáš Šmíd                     | 7−6, 6−1                          |
| Finalista | 26.  | 6 d'octubre de 1978    | París, França                | Moqueta (i)  | Guillermo Vilas   | Bruce Manson Andrew Pattison             | 6−7, 2−6                          |
| Finalista | 27.  | 1 de gener de 1979     | Hobart, Austràlia            | Gespa        | Guillermo Vilas   | Phil Dent Bob Giltinan                   | 6−8                               |
| Finalista | 28.  | 29 de gener de 1979    | Richmond, Estats Units       | Moqueta (i)  | Guillermo Vilas   | Brian Gottfried John McEnroe             | 4−6, 3−6                          |
| Guanyador | 26.  | 19 de març de 1979     | San José, Costa Rica         | Dura         | Guillermo Vilas   | Anand Amritraj Colin Dibley              | 6−4, 2−6, 6−4                     |
| Finalista | 29.  | 9 de juliol de 1979    | Gstaad, Suïssa               | Terra batuda | Guillermo Vilas   | Mark Edmondson John Marks                | 2−6, 6−1, 4−6                     |
| Guanyador | 27.  | 30 de juliol de 1979   | North Conway, Estats Units   | Terra batuda | Guillermo Vilas   | John Sadri Tim Wilkison                  | 6−4, 7−6                          |

### Dobles mixts: 2 (0−2)
| Resultat  | Núm. | Data               | Torneig               | Superfície   | Parella          | Oponents                       | Marcador      |
| --------- | ---- | ------------------ | --------------------- | ------------ | ---------------- | ------------------------------ | ------------- |
| Finalista | 1.   | 22 de maig de 1967 | Roland Garros, França | Terra batuda | Ann Haydon Jones | Billie Jean King Owen Davidson | 3−6, 1−6      |
| Finalista | 2.   | 28 de maig de 1979 | Roland Garros (2)     | Terra batuda | Virginia Ruzici  | Wendy Turnbull Bob Hewitt      | 3−6, 6−2, 3−6 |

### Equips: 3 (0−3)
| Resultat  | Núm. | Data                    | Torneig                             | Superfície   | Equip        | Oponents                                                  | Marcador |
| --------- | ---- | ----------------------- | ----------------------------------- | ------------ | ------------ | --------------------------------------------------------- | -------- |
| Finalista | 1.   | 19−21 d'agost de 1969   | Copa Davis, Cleveland, Estats Units | Dura         | Ilie Năstase | Arthur Ashe Bob Lutz Cliff Richey Stan Smith              | 0−5      |
| Finalista | 2.   | 8−11 d'octubre de 1971  | Copa Davis, Charlotte, Estats Units | Terra batuda | Ilie Năstase | Frank Froehling Clark Graebner Stan Smith Eric Van Dillen | 2−3      |
| Finalista | 3.   | 13−15 d'octubre de 1972 | Copa Davis, Bucarest, Romania       | Terra batuda | Ilie Năstase | Tom Gorman Stan Smith Harold Solomon Eric Van Dillen      | 2−3      |

## Trajectòria

### Individual
| Open d'Austràlia | A  | A  | A  | A  | A  | A  | A  | A  | A  | A  | A  | A | 2R | 1R | 0 / 2  | 1−2   |
| Roland Garros | 3R | 3R | 3R | QF | 2R | 4R | 1R | 1R | 2R | A  | A  | A | A  | A  | 0 / 9  | 15−9  |
| Wimbledon | A  | 1R | 4R | 2R | 2R | 2R | 3R | 4R | A  | 1R | 1R | A | A  | 1R | 0 / 10 | 11−10 |
| US Open | A  | A  | A  | A  | 4R | A  | 2R | 2R | 3R | A  | A  | A | A  | A  | 0 / 4  | 5−4   |
| Llegenda: G: Guanyador; F: Finalista; SF: Semifinalista; QF: Quarts de final; Q: Qualificació; A: Absent; RR: Round Robin; |    |    |    |    |    |    |    |    |    |    |    |   |    |    |        |       |